# Len Sutton
Lenard »Len« Sutton, ameriški dirkač Formule 1, * 29. avgust 1925, Portland, Oregon, ZDA, † 4. december 2006, ZDA.
Len Sutton je pokojni ameriški dirkač, ki je med leti 1958 in 1960 sodeloval na ameriški dirki Indianapolis 500, ki je med letoma 1950 in 1960 štela tudi za prvenstvo Formule 1. Najboljši rezultat je dosegel na dirki leta 1960, ko je zasedel trideseto mesto. Umrl je leta 2006 za rakom.